# Metropolregion Goiânia
Die Metropolregion Goiânia, amtlich portugiesisch Região Metropolitana de Goiânia, auch bekannt als Grande Goiânia, ist ein Ballungsgebiet um die Hauptstadt Goiânia des brasilianischen Bundesstaates Goiás.
Sie ist die erste Metropolregion im brasilianischen Mittelwesten und umfasste seit März 2011 zwanzig Gemeinden mit 2.173.141 Millionen Einwohnern bei einer Bevölkerungsdichte von rund 300 Einwohnern pro Quadratkilometer. Innerhalb Brasiliens ist sie die zwölftgrößte Metropolregion. Zum 1. Juli 2018 wurde die Bevölkerung auf 2.518.775 Einwohner geschätzt.

## Entstehung
Durch die Staatsgesetzergänzung von Ende 1999 umfasste die neu definierte Metropolregion Goiânia ursprünglich elf Gemeinden, nebst Goiânia die neun direkt angrenzenden Gemeinden:
1. Santo Antônio de Goiás
2. Nerópolis
3. Goianápolis
4. Senador Canedo
5. Aparecida de Goiânia
6. Aragoiânia
7. Abadia de Goiás
8. Trindade
9. Goianira

sowie die im Süden daran angrenzende Gemeinde Hidrolândia.
Für eine integrierte Entwicklungsplanung des Ballungsgebietes (port.: Região Desenvolvimento Integrado de Goiás – RDIG) wurden im März 2010, nach mehreren zwischenzeitlichen Änderungen auf Gesetzesebene, weitere neun Gemeinden angegliedert:
1. Bela Vista de Goiás
2. Bonfinópolis
3. Brazabrantes
4. Caldazinha
5. Caturaí
6. Guapó
7. Inhumas
8. Nova Veneza
9. Terezópolis de Goiás

Nicht zur Metropolregion Goiânia zählt die direkt im Nordosten anliegende, wirtschaftlich starke Großstadt Anápolis mit weiteren 335.032 Einwohnern.
Mit einer jährlichen Wachstumsrate von 2,5 % (2000–2007), d. h. über 50.000 Ew/Jahr, gehört die Metropolregion Goiânia zusammen mit Brasília und Salvador zu den am schnellsten wachsenden Regionen in Brasilien.

## Bevölkerungsentwicklung der Metropolregion
| Jahr | Einwohnerzahl |
| ---- | ------------- |
| 2000 | 1.635.000     |
| 2010 | 2.049.000     |
| 2017 | 2.494.000     |